# Храм Святого Саркиса (Сочи)
Храм Свято́го Сарки́са (арм. Սոչիի Սուրբ Սարգիս եկեղեցի, «Сурб Саркис») — церковь Армянской апостольской церкви в посёлке Калиновка Лазаревского района города Сочи, Краснодарский край, Россия.
Храм находится в юрисдикции Епархии Юга России.

## История
Храм был заложен 5 октября 1993 года, возведён в 2011 году по инициативе и при финансовой поддержке местных жителей братьев Армена и Амбарцума Мхитарянов, в честь увековечения памяти отца — Мхитаряна Саргиса Амбарцумовича и всех невинных жертв геноцида армян.
Фундамент церкви освящён 5 октября 1993 главой Ново-Нахичеванской и Российской Епархии Архиепископом Тираном Курегяном.

Мемориальная плита храма

Церковь расположена рядом с кладбищем, где похоронены отец Мхитарян Саргис Амбарцумович и сын Амбарцума — Мхитарян Самвел Амбарцумович. 16-летний Самвел был убит 12 августа 2000 года. На могиле отца Саргиса и сына Самвела братья Мхитаряны возвели часовню. Памятник возведён в 2001 году в честь увековечения памяти Саргиса Амбарцумовича и Самвела Амбарцумовича (Самвела I) Мхитарянов и всех невинных жертв геноцида армян (арм.ԱՆՄԵՂ ԶՕՀԵՐԻ ՀԻՇԱՏԱԿԻՆ).